# La Lande-Saint-Siméon
La Lande-Saint-Siméon è un comune francese di 149 abitanti situato nel dipartimento dell'Orne nella regione della Normandia.

## Società

### Evoluzione demografica
Abitanti censiti